# السيح (الرين)
السيح، هي قرية من فئة (ب) تقع في محافظة الرين، والتابعة لمنطقة الرياض في السعودية. وتبعد السيح عن محافظة الرين بمسافة تقارب () كم.